# اویرون (کمون)
اویرون (به فرانسوی: Aviron) یک کمون در فرانسه است که در شهرستان اور واقع شده‌است. اویرون ۷٫۳۲ کیلومتر مربع مساحت دارد ۱۳۳ متر بالاتر از سطح دریا واقع شده‌است.